# Moacyr Amaral Santos
Moacyr Amaral Santos (Capivari, 25 de julho de 1902 - 16 de outubro de 1983) foi um professor, jurista e ministro do Supremo Tribunal Federal. 

## Biografia
Filho de José Estevão dos Santos e de  Branca Eliza Amaral Santos. Em 1920 conclui Bacharelado em Ciências e Letras e, em 1925, torna-se bacharel em Ciências Jurídicas e Sociais pela Faculdade de Direito de São Paulo. Era casado com Elisa Prado do Amaral Santos.

### Atividade jornalística
Dirigiu o jornal diário de Piracicaba, O Momento, de 1931 a 1936 e foi Diretor da Revista de Direito Processual Civil, editada pelo Instituto de Direito Processual Civil, Seção de São Paulo.

### Magistério
Foi Professor de Direito e Legislação da Escola de Engenharia da Universidade Mackenzie (1950-1956); Livre-docente, por concurso de títulos e provas, de Direito Judiciário Civil, da Faculdade de Direito da Universidade de São Paulo (1954); Professor Catedrático da Faculdade de Direito da Universidade Mackenzie (1956); Professor de Teoria Geral do Estado e Teoria Geral do Processo do curso de especialização da Faculdade de Direito de São Paulo — Curso Doutorado (1966-1967). Membro do Conselho Técnico e Administrativo da Faculdade de Direito da Universidade Mackenzie (1954-1962); do Conselho Universitário da mesma Universidade (1954-1962); do Conselho Técnico e Administrativo da Faculdade de Direito da Universidade de São Paulo (1963-1967); do Conselho Universitário da mesma Universidade (1964-1967); do Conselho Técnico e Administrativo da Faculdade de Comunicações Culturais da Universidade de São Paulo (1966); do Conselho Técnico e Administrativo da Faculdade de Arquitetura e Urbanismo de São Paulo (1965) e membro da Comissão de Legislação e Justiça do Conselho Universitário da Universidade de São Paulo (1964).
Em 1964, integrou a “comissão secreta” criada pelo Reitor da Universidade de São Paulo, Luís Antônio da Gama e Silva, que tinha a finalidade de investigar e apontar “focos de subversão” na USP e recomendar o expurgo de professores, alunos e funcionários. Ao fim dos trabalhos, a comissão recomendou a suspensão dos direitos políticos de 52 membros da Universidade, dentre professores, alunos e funcionários.

## Ministro do Supremo Tribunal Federal
Foi nomeado Ministro do Supremo Tribunal Federal, em de 6 de outubro de 1967, pelo Presidente Costa e Silva, ocupando a vaga do Ministro Cândido Motta Filho. Tomou posse em 18 do mesmo mês.

## Obras

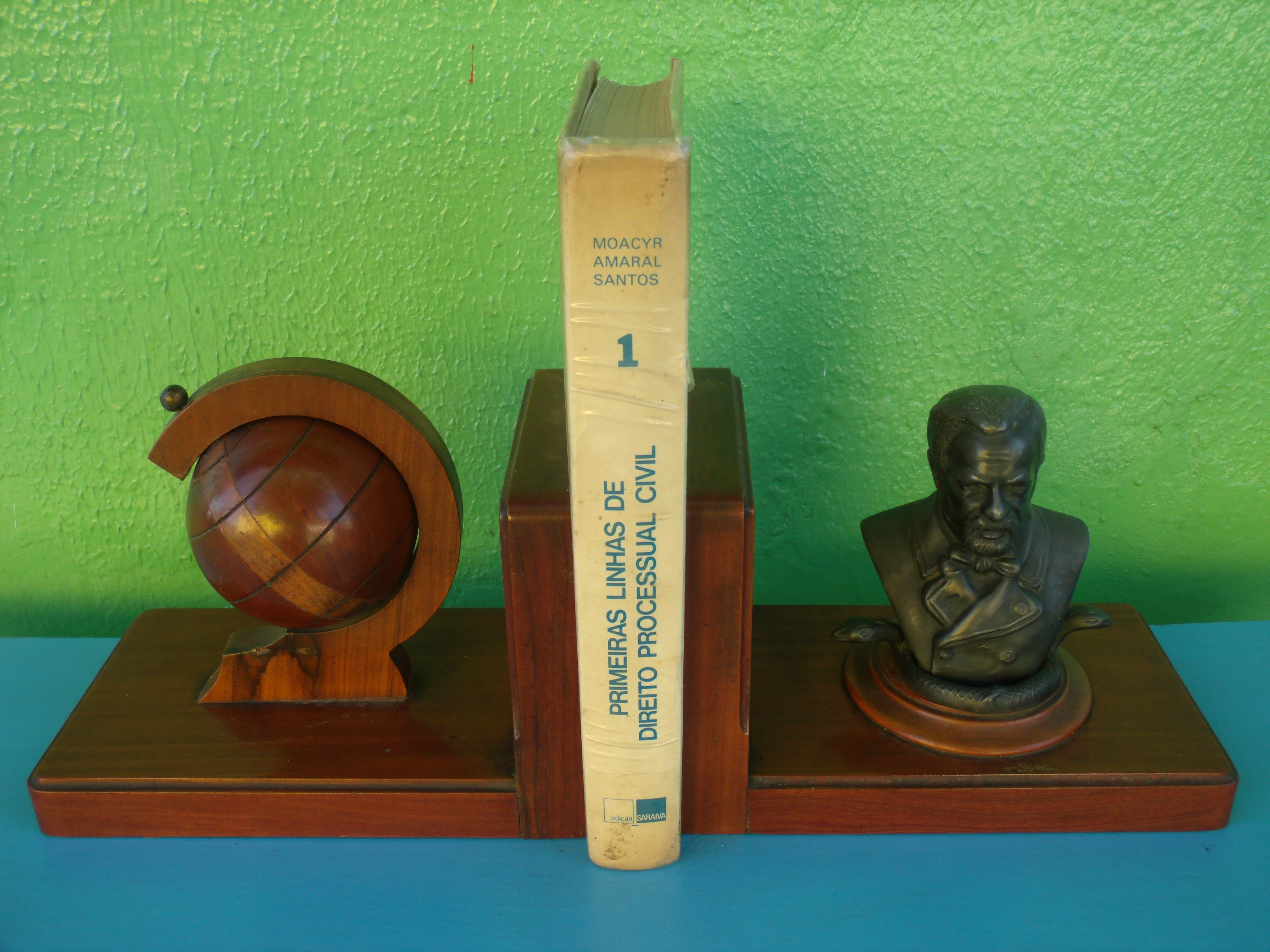
Primeiras Linhas de Direito Processual Civil, uma de suas obras.

- Prova Judiciária no Cível e Comercial, em cinco volumes (1963-1966);
- Das Condições da Ação no Despacho Saneador (1946)
- Direito Usual para Engenheiros (1953);
- Introdução ao Estudo do Processo Cominatório (1957);
- Das Ações Cominatórias no Direito Brasileiro (1962);
- Primeiras Linhas de Direito Processual Civil (1965);
- Da Reconvenção no Direito Brasileiro (1966)
- Anotações a Cunha Gonçalves — Tratado de Direito Civil.